# Kingston Grammar School
Kingston Grammar School – niezależna szkoła dzienna w Kingston upon Thames w południowo-zachodnim Londynie. Szkoła została założona przez Royal Chartera w 1561 roku, ale jej korzenie sięgają aż do XIII wieku.  Jest zarejestrowaną organizacją charytatywną na mocy prawa angielskiego.  W 2015 roku wyniki GCSE odnotowały 81,2% wszystkich ocen uczniów jako A lub A *. The Good Schools Guide opisał placówkę jako szkołę akademicką z nowoczesnym podejściem.